# Playoffs du championnat de France de basket-ball 2017-2018
Navigation
Playoffs 2017 Playoffs 2019
Les playoffs du championnat de France de Jeep Elite opposent à l'issue de la saison régulière les huit meilleures équipes du championnat. Ils se déroulent en trois tours (quarts de finale au meilleur des trois matchs, puis demi-finales et finale au meilleur des cinq matchs). Le vainqueur est couronné champion de France.
L'édition 2018 fait suite à la saison régulière 2017-2018.

## Formule

### Règlement
| Match | Quarts de finale                    | Demi-finales                        | Finale                              |
| ----- | ----------------------------------- | ----------------------------------- | ----------------------------------- |
| 1     | Meilleur bilan en saison régulière  | Meilleur bilan en saison régulière  | Meilleur bilan en saison régulière  |
| 2     | Moins bon bilan en saison régulière | Meilleur bilan en saison régulière  | Meilleur bilan en saison régulière  |
| 3     | Meilleur bilan en saison régulière  | Moins bon bilan en saison régulière | Moins bon bilan en saison régulière |
| 4     | -                                   | Moins bon bilan en saison régulière | Moins bon bilan en saison régulière |
| 5     | -                                   | Meilleur bilan en saison régulière  | Meilleur bilan en saison régulière  |

Les huit meilleures équipes de la saison régulière sont qualifiées pour les playoffs de Pro A. La compétition se déroule en trois tours (quarts de finale, demi-finales et la finale).
Les quarts de finale se déroulent au meilleur des trois manches. Si une équipe mène la série 2 à 0, le troisième match n'est pas disputé. Les demi-finales et la finale se jouent au meilleur des cinq manches. Les matchs 4 et 5 sont disputés uniquement si nécessaire.
Le tableau des playoffs est défini suivant le classement des équipes à l'issue de la saison régulière. Lors des quarts de finale, le premier affronte le huitième (rencontre A), le second affronte le septième (rencontre B), le troisième affronte le sixième (rencontre C) et le quatrième affronte le cinquième (rencontre D). Lors des demi-finales, le vainqueur de la rencontre A affronte le vainqueur de la rencontre D (rencontre E) et le vainqueur de la rencontre B affronte le vainqueur de la rencontre C (rencontre F). La finale oppose le vainqueur de la rencontre E au vainqueur de la rencontre F. Le vainqueur de cette finale est désigné champion de France de Pro A.
Pour chaque tour, l'équipe jouant la rencontre à domicile est définie suivant le tableau ci-contre.

## Équipes qualifiées

### Classement de la saison régulière
| Rang | Équipe               | Bilan | Statut   | Date (et journée) d'obtention   | Date (et journée) d'obtention       | Date (et journée) d'obtention | Date (et journée) d'obtention |
| Rang | Équipe               | Bilan | Statut   | Qualification pour les playoffs | Avantage du terrain au premier tour | Première place                |                               |
| ---- | -------------------- | ----- | -------- | ------------------------------- | ----------------------------------- | ----------------------------- | ----------------------------- |
| 1    | Monaco L             | 25-9  | Qualifié |                                 |                                     |                               |                               |
| 2    | Strasbourg F         | 24-10 | Qualifié |                                 |                                     |                               |                               |
| 3    | Le Mans              | 21-13 | Qualifié |                                 |                                     |                               |                               |
| 4    | Limoges              | 20-14 | Qualifié |                                 |                                     |                               |                               |
| 5    | Dijon                | 20-14 | Qualifié |                                 |                                     |                               |                               |
| 6    | Lyon-Villeurbanne    | 19-15 | Qualifié |                                 |                                     |                               |                               |
| 7    | Nanterre             | 19-15 | Qualifié |                                 |                                     |                               |                               |
| 8    | Pau-Lacq-Orthez      | 18-16 | Qualifié |                                 |                                     |                               |                               |
| 9    | Bourg-en-Bresse P    | 17-17 | Éliminé  |                                 |                                     |                               |                               |
| 10   | Levallois            | 16-18 | Éliminé  |                                 |                                     |                               |                               |
| 11   | Le Portel            | 16-18 | Éliminé  |                                 |                                     |                               |                               |
| 12   | Chalon-Sur-Saône T   | 15-19 | Éliminé  |                                 |                                     |                               |                               |
| 13   | Gravelines-Dunkerque | 15-19 | Éliminé  |                                 |                                     |                               |                               |
| 14   | Châlons-Reims        | 15-19 | Éliminé  |                                 |                                     |                               |                               |
| 15   | Cholet               | 14-20 | Éliminé  |                                 |                                     |                               |                               |
| 16   | Antibes              | 13-21 | Éliminé  |                                 |                                     |                               |                               |
| 17   | Boulazac P           | 12-22 | Éliminé  |                                 |                                     |                               |                               |
| 18   | Hyères-Toulon        | 6-28  | Éliminé  |                                 |                                     |                               |                               |

| Légende :                            |
| - Qualifié pour les Play-offs        |
| - Éliminé de la course aux Play-offs |
| T : Tenant du titre                  |
| F : Finaliste de Pro A 2016-2017     |
| Source classement : lnb.fr           |

| \| Nanterre Strasbourg Monaco Pau Le Mans Limoges Dijon Villeurbanne \| Localisation des clubs engagés en playoffs 2018. |
| Nanterre Strasbourg Monaco Pau Le Mans Limoges Dijon Villeurbanne                                                        |

| Nanterre Strasbourg Monaco Pau Le Mans Limoges Dijon Villeurbanne |

## Tableau et programme
|  | Quarts de finale | Quarts de finale  | Quarts de finale | Quarts de finale | Quarts de finale |    |            | Demi-finales | Demi-finales | Demi-finales | Demi-finales | Demi-finales | Demi-finales | Demi-finales |  |  | Finale | Finale | Finale | Finale | Finale | Finale | Finale |
|  |                  |                   |                  |                  |                  |    |            |              |              |              |              |              |              |              |  |  |        |        |        |        |        |        |        |
|  | 1                | Monaco            | 99               | 98               |                  |    |            |              |              |              |              |              |              |              |  |  |        |        |        |        |        |        |        |
|  | 8                | Pau-Lacq-Orthez   | 97               | 73               |                  |    |            |              |              |              |              |              |              |              |  |  |        |        |        |        |        |        |        |
|  | 8                | Pau-Lacq-Orthez   | 97               | 73               |                  | 1  | Monaco     | 88           | 78           | 71           | 94           |              |              |              |  |  |        |        |        |        |        |        |        |
|  |                  |                   |                  |                  |                  | 1  | Monaco     | 88           | 78           | 71           | 94           |              |              |              |  |  |        |        |        |        |        |        |        |
|  |                  | 4                 | Limoges          | 71               | 71               | 76 | 83         |              |              |              |              |              |              |              |  |  |        |        |        |        |        |        |        |
|  | 4                | 4                 | Limoges          | 71               | 71               | 76 | 83         | Limoges      | 79           | 81           |              |              |              |              |  |  |        |        |        |        |        |        |        |
|  | 4                |                   |                  |                  |                  |    |            | Limoges      | 79           | 81           |              |              |              |              |  |  |        |        |        |        |        |        |        |
|  | 5                | Dijon             | 75               | 64               |                  |    |            |              |              |              |              |              |              |              |  |  |        |        |        |        |        |        |        |
|  |                  |                   |                  |                  |                  |    |            |              |              |              |              |              |              |              |  |  | 1      | Monaco | 81     | 77     | 72     | 78     | 74     |
|  |                  | 3                 | Le Mans          | 77               | 87               | 84 | 69         | 76           |              |              |              |              |              |              |  |  |        |        |        |        |        |        |        |
|  | 2                | Strasbourg        | 83               | 77               |                  |    |            |              |              |              |              |              |              |              |  |  |        |        |        |        |        |        |        |
|  | 7                | Nanterre          | 56               | 70               |                  |    |            |              |              |              |              |              |              |              |  |  |        |        |        |        |        |        |        |
|  | 7                | Nanterre          | 56               | 70               |                  | 2  | Strasbourg | 76           | 71           | 60           | 89           | 79           |              |              |  |  |        |        |        |        |        |        |        |
|  |                  |                   |                  |                  |                  | 2  | Strasbourg | 76           | 71           | 60           | 89           | 79           |              |              |  |  |        |        |        |        |        |        |        |
|  |                  | 3                 | Le Mans          | 66               | 80               | 80 | 82         | 85ap         |              |              |              |              |              |              |  |  |        |        |        |        |        |        |        |
|  | 3                | 3                 | Le Mans          | 66               | 80               | 80 | 82         | 85ap         | Le Mans      | 68           | 72           | 79           |              |              |  |  |        |        |        |        |        |        |        |
|  | 3                |                   |                  |                  |                  |    |            |              | Le Mans      | 68           | 72           | 79           |              |              |  |  |        |        |        |        |        |        |        |
|  | 6                | Lyon-Villeurbanne | 81               | 67               | 68               |    |            |              |              |              |              |              |              |              |  |  |        |        |        |        |        |        |        |

## Quarts de finale

### Monaco - Pau-Lacq-Orthez
| 23 mai 2018 19h00 | Rapport | Monaco                                                             | 99–97                               | Pau-Lacq-Orthez                                            |  | Salle Gaston Médecin, Monaco Arbitres : Eddie VIATOR, Hugues THEPENIER, Thomas BISSUEL | SFR Sport 2 |
| 23 mai 2018 19h00 | Rapport | Score par quart-temps : 17-20, 30-25, 22-19, 30-33                 |                                     |                                                            |  | Salle Gaston Médecin, Monaco Arbitres : Eddie VIATOR, Hugues THEPENIER, Thomas BISSUEL | SFR Sport 2 |
| 23 mai 2018 19h00 | Rapport | Score par mi-temps : 47-45, 52-52                                  |                                     |                                                            |  | Salle Gaston Médecin, Monaco Arbitres : Eddie VIATOR, Hugues THEPENIER, Thomas BISSUEL | SFR Sport 2 |
| 23 mai 2018 19h00 | Rapport | Paul Lacombe, 22 Paul Lacombe, 5 D. J. Cooper, 13 Paul Lacombe, 27 | Points Rebonds Passes d. Évaluation | Élie Okobo, 44 Ken Horton, 10 Chris Dowe, 6 Élie Okobo, 42 |  | Salle Gaston Médecin, Monaco Arbitres : Eddie VIATOR, Hugues THEPENIER, Thomas BISSUEL | SFR Sport 2 |

| 26 mai 2018 19h00 | Rapport | Pau-Lacq-Orthez                                                        | 73–98                               | Monaco                                                             |  | Palais des Sports de Pau, Pau Arbitres : Yohan ROSSO, David MORTZ, Ahmed AIT BARI | SFR Sport 2 |
| 26 mai 2018 19h00 | Rapport | Score par quart-temps : 17-22, 19-27, 22-26, 15-23                     |                                     |                                                                    |  | Palais des Sports de Pau, Pau Arbitres : Yohan ROSSO, David MORTZ, Ahmed AIT BARI | SFR Sport 2 |
| 26 mai 2018 19h00 | Rapport | Score par mi-temps : 36-49, 37-49                                      |                                     |                                                                    |  | Palais des Sports de Pau, Pau Arbitres : Yohan ROSSO, David MORTZ, Ahmed AIT BARI | SFR Sport 2 |
| 26 mai 2018 19h00 | Rapport | Élie Okobo, 14 Vitalis Chikoko, 6 Kyan Anderson, 5 Vitalis Chikoko, 17 | Points Rebonds Passes d. Évaluation | Paul Lacombe, 18 Sy, Kikanović, 8 D. J. Cooper, 9 Paul Lacombe, 21 |  | Palais des Sports de Pau, Pau Arbitres : Yohan ROSSO, David MORTZ, Ahmed AIT BARI | SFR Sport 2 |
| 26 mai 2018 19h00 | Rapport | Monaco remporte la série 2 à 0.                                        |                                     |                                                                    |  | Palais des Sports de Pau, Pau Arbitres : Yohan ROSSO, David MORTZ, Ahmed AIT BARI | SFR Sport 2 |

| Monaco       | Monaco    | Catégorie                   | Pau-Lacq-Orthez | Pau-Lacq-Orthez          |
| ------------ | --------- | --------------------------- | --------------- | ------------------------ |
| Paul Lacombe | 40 (20,0) | Points (moy. par match)     | 58 (29,0)       | Élie Okobo               |
| Amara Sy     | 12 (6,0)  | Rebonds (moy. par match)    | 14 (7,0)        | Ken Horton               |
| D. J. Cooper | 22 (11,0) | Passes (moy. par match)     | 8 (4,0)         | Kyan Anderson Chris Dowe |
| Paul Lacombe | 48 (24,0) | Évaluation (moy. par match) | 51 (25,5)       | Élie Okobo               |

| Match | Joueur       | Équipe | Évaluation | Points | Rebonds | Passes |
| ----- | ------------ | ------ | ---------- | ------ | ------- | ------ |
| 1     | Paul Lacombe | Monaco | 27         | 22     | 5       | 3      |
| 2     | D. J. Cooper | Monaco | 19         | 14     | 2       | 9      |

### Strasbourg - Nanterre
| 22 mai 2018 20h50 | Rapport | Strasbourg                                                   | 83–56                               | Nanterre                                                              |  | Rhénus Sport, Strasbourg Arbitres : Yohan ROSSO, Mathieu HOSSELET, Maxime BOUBERT | SFR Sport 2 |
| 22 mai 2018 20h50 | Rapport | Score par quart-temps : 18-20, 13-11, 30-10, 22-15           |                                     |                                                                       |  | Rhénus Sport, Strasbourg Arbitres : Yohan ROSSO, Mathieu HOSSELET, Maxime BOUBERT | SFR Sport 2 |
| 22 mai 2018 20h50 | Rapport | Score par mi-temps : 31-31, 52-25                            |                                     |                                                                       |  | Rhénus Sport, Strasbourg Arbitres : Yohan ROSSO, Mathieu HOSSELET, Maxime BOUBERT | SFR Sport 2 |
| 22 mai 2018 20h50 | Rapport | David Logan, 17 Miro Bilan, 6 Zack Wright, 5 David Logan, 16 | Points Rebonds Passes d. Évaluation | Jamar Wilson, 13 Kevin Jones, 5 Heiko Schaffartzik, 5 Jamar Wilson, 9 |  | Rhénus Sport, Strasbourg Arbitres : Yohan ROSSO, Mathieu HOSSELET, Maxime BOUBERT | SFR Sport 2 |

| 25 mai 2018 20h50 | Rapport | Nanterre                                                              | 70–77                               | Strasbourg                                              |  | Palais des sports Maurice-Thorez, Nanterre Arbitres : Mehdi Difallah, David CHAMBON, Valentin OLIOT | SFR Sport 2 |
| 25 mai 2018 20h50 | Rapport | Score par quart-temps : 19-18, 21-25, 18-10, 12-24                    |                                     |                                                         |  | Palais des sports Maurice-Thorez, Nanterre Arbitres : Mehdi Difallah, David CHAMBON, Valentin OLIOT | SFR Sport 2 |
| 25 mai 2018 20h50 | Rapport | Score par mi-temps : 40-43, 30-34                                     |                                     |                                                         |  | Palais des sports Maurice-Thorez, Nanterre Arbitres : Mehdi Difallah, David CHAMBON, Valentin OLIOT | SFR Sport 2 |
| 25 mai 2018 20h50 | Rapport | Kevin Jones, 14 Kevin Jones, 10 Heiko Schaffartzik, 6 Kevin Jones, 20 | Points Rebonds Passes d. Évaluation | David Logan, 17 Miro Bilan, 12 Dee Bost, 5 Dee Bost, 24 |  | Palais des sports Maurice-Thorez, Nanterre Arbitres : Mehdi Difallah, David CHAMBON, Valentin OLIOT | SFR Sport 2 |
| 25 mai 2018 20h50 | Rapport | Strasbourg remporte la série 2 à 0.                                   |                                     |                                                         |  | Palais des sports Maurice-Thorez, Nanterre Arbitres : Mehdi Difallah, David CHAMBON, Valentin OLIOT | SFR Sport 2 |

| Strasbourg           | Strasbourg | Catégorie                   | Nanterre  | Nanterre           |
| -------------------- | ---------- | --------------------------- | --------- | ------------------ |
| David Logan          | 34 (17,0)  | Points (moy. par match)     | 25 (12,5) | Jamar Wilson       |
| Miro Bilan           | 18 (9,0)   | Rebonds (moy. par match)    | 15 (7,5)  | Kevin Jones        |
| Dee Bost Zack Wright | 7 (3,5)    | Passes (moy. par match)     | 13 (5,5)  | Heiko Schaffartzik |
| Dee Bost             | 37 (18,5)  | Évaluation (moy. par match) | 26 (13,0) | Kevin Jones        |

| Match | Joueur   | Équipe     | Évaluation | Points | Rebonds | Passes |
| ----- | -------- | ---------- | ---------- | ------ | ------- | ------ |
| 1     |          |            |            |        |         |        |
| 2     | Dee Bost | Strasbourg | 24         | 16     | 6       | 5      |

### Le Mans - Lyon-Villeurbanne
| 22 mai 2018 19h00 | Rapport | Le Mans                                                                          | 68–81                               | Lyon-Villeurbanne                                                          |  | Antarès, Le Mans Arbitres : Nicolas MAESTRE, Fabrice CANET, Johann JEANNEAU | SFR Sport 2 |
| 22 mai 2018 19h00 | Rapport | Score par quart-temps : 15-27, 18-16, 20-15, 15-23                               |                                     |                                                                            |  | Antarès, Le Mans Arbitres : Nicolas MAESTRE, Fabrice CANET, Johann JEANNEAU | SFR Sport 2 |
| 22 mai 2018 19h00 | Rapport | Score par mi-temps : 33-43, 35-38                                                |                                     |                                                                            |  | Antarès, Le Mans Arbitres : Nicolas MAESTRE, Fabrice CANET, Johann JEANNEAU | SFR Sport 2 |
| 22 mai 2018 19h00 | Rapport | Justin Cobbs, 14 Yeguete, Stephens, Travis, 7 Justin Cobbs, 5 D. J. Stephens, 13 | Points Rebonds Passes d. Évaluation | A. J. Slaughter, 18 Justin Harper, 9 Roberson, Harper, 4 Justin Harper, 28 |  | Antarès, Le Mans Arbitres : Nicolas MAESTRE, Fabrice CANET, Johann JEANNEAU | SFR Sport 2 |

| 25 mai 2018 19h00 | Rapport | Lyon-Villeurbanne                                                           | 67–72                               | Le Mans                                                                |  | Astroballe, Villeurbanne Arbitres : Hugues THEPENIER, Gregory DUBOIS, Regis BARDERA | SFR Sport 2 |
| 25 mai 2018 19h00 | Rapport | Score par quart-temps : 11-20, 17-17, 22-18, 17-17                          |                                     |                                                                        |  | Astroballe, Villeurbanne Arbitres : Hugues THEPENIER, Gregory DUBOIS, Regis BARDERA | SFR Sport 2 |
| 25 mai 2018 19h00 | Rapport | Score par mi-temps : 28-37, 39-35                                           |                                     |                                                                        |  | Astroballe, Villeurbanne Arbitres : Hugues THEPENIER, Gregory DUBOIS, Regis BARDERA | SFR Sport 2 |
| 25 mai 2018 19h00 | Rapport | Roberson, Kahudi, 12 DeMarcus Nelson, 9 David Lighty, 5 DeMarcus Nelson, 20 | Points Rebonds Passes d. Évaluation | Chris Lofton, 20 D. J. Stephens, 9 Justin Cobbs, 9 Youssoupha Fall, 21 |  | Astroballe, Villeurbanne Arbitres : Hugues THEPENIER, Gregory DUBOIS, Regis BARDERA | SFR Sport 2 |

| 27 mai 2018 18h30 | Rapport | Le Mans                                                          | 79–68                               | Lyon-Villeurbanne                                                         |  | Antarès, Le Mans Arbitres : Nicolas MAESTRE, , Hugues THEPENIER, Paul ANTIPHON | SFR Sport 2 |
| 27 mai 2018 18h30 | Rapport | Score par quart-temps : 15-15, 17-16, 26-15, 21-22               |                                     |                                                                           |  | Antarès, Le Mans Arbitres : Nicolas MAESTRE, , Hugues THEPENIER, Paul ANTIPHON | SFR Sport 2 |
| 27 mai 2018 18h30 | Rapport | Score par mi-temps : 32-31, 47-37                                |                                     |                                                                           |  | Antarès, Le Mans Arbitres : Nicolas MAESTRE, , Hugues THEPENIER, Paul ANTIPHON | SFR Sport 2 |
| 27 mai 2018 18h30 | Rapport | Justin Cobbs, 19 Riley, Fall, 5 Justin Cobbs, 4 Justin Cobbs, 20 | Points Rebonds Passes d. Évaluation | Nelson, Harper, 13 Charles Kahudi, 8 John Roberson, 4 DeMarcus Nelson, 19 |  | Antarès, Le Mans Arbitres : Nicolas MAESTRE, , Hugues THEPENIER, Paul ANTIPHON | SFR Sport 2 |
| 27 mai 2018 18h30 | Rapport | Le Mans remporte la série 2 à 1.                                 |                                     |                                                                           |  | Antarès, Le Mans Arbitres : Nicolas MAESTRE, , Hugues THEPENIER, Paul ANTIPHON | SFR Sport 2 |

| Le Mans        | Le Mans   | Catégorie                   | Lyon-Villeurbanne | Lyon-Villeurbanne |
| -------------- | --------- | --------------------------- | ----------------- | ----------------- |
| Justin Cobbs   | 46 (15,3) | Points (moy. par match)     | 37 (12,3)         | Justin Harper     |
| D. J. Stephens | 19 (6,3)  | Rebonds (moy. par match)    | 18 (6,0)          | Charles Kahudi    |
| Justin Cobbs   | 18 (6,0)  | Passes (moy. par match)     | 11 (3,7)          | David Lighty      |
| Justin Cobbs   | 46 (15,3) | Évaluation (moy. par match) | 47 (15,7)         | DeMarcus Nelson   |

| Match | Joueur        | Équipe            | Évaluation | Points | Rebonds | Passes |
| ----- | ------------- | ----------------- | ---------- | ------ | ------- | ------ |
| 1     | Justin Harper | Lyon-Villeurbanne | 28         | 17     | 9       | 4      |
| 2     | Justin Cobbs  | Le Mans           | 16         | 13     | 5       | 9      |
| 3     | Justin Cobbs  | Le Mans           | 20         | 19     | 3       | 4      |

### Limoges - Dijon
| 23 mai 2018 20h50 |                                                                             | Limoges                             | 79–75                                                                                 | Dijon |  | Palais des Sports de Beaublanc, Limoges Arbitres : Joseph BISSANG, Paul ANTIPHON, Freddy, LEPERCQ | SFR Sport 2 |
| 23 mai 2018 20h50 | Score par quart-temps : 23-16, 19-20, 19-12, 18-27                          |                                     |                                                                                       |       |  | Palais des Sports de Beaublanc, Limoges Arbitres : Joseph BISSANG, Paul ANTIPHON, Freddy, LEPERCQ | SFR Sport 2 |
| 23 mai 2018 20h50 | Score par mi-temps : 42-36, 37-39                                           |                                     |                                                                                       |       |  | Palais des Sports de Beaublanc, Limoges Arbitres : Joseph BISSANG, Paul ANTIPHON, Freddy, LEPERCQ | SFR Sport 2 |
| 23 mai 2018 20h50 | William Howard, 18 Jean-Frédéric Morency, 8 Dru Joyce, 5 William Howard, 20 | Points Rebonds Passes d. Évaluation | Valentin Bigote, 23 Jonathan Augustin-Fairell, 4 David Holston, 5 Valentin Bigote, 25 |       |  | Palais des Sports de Beaublanc, Limoges Arbitres : Joseph BISSANG, Paul ANTIPHON, Freddy, LEPERCQ | SFR Sport 2 |

| 26 mai 2018 20h50 | Rapport | Dijon                                                                    | 64–81                               | Limoges                                                              |  | Palais des sports Jean-Michel-Geoffroy, Dijon Arbitres : Eddie VIATOR, Jean Charles COLLIN, Fabrice CANET | SFR Sport 2 |
| 26 mai 2018 20h50 | Rapport | Score par quart-temps : 17-19, 15-22, 13-16, 19-24                       |                                     |                                                                      |  | Palais des sports Jean-Michel-Geoffroy, Dijon Arbitres : Eddie VIATOR, Jean Charles COLLIN, Fabrice CANET | SFR Sport 2 |
| 26 mai 2018 20h50 | Rapport | Score par mi-temps : 32-41, 32-40                                        |                                     |                                                                      |  | Palais des sports Jean-Michel-Geoffroy, Dijon Arbitres : Eddie VIATOR, Jean Charles COLLIN, Fabrice CANET | SFR Sport 2 |
| 26 mai 2018 20h50 | Rapport | Valentin Bigote, 19 Markus Kennedy, 7 Axel Julien, 4 Valentin Bigote, 18 | Points Rebonds Passes d. Évaluation | Kenny Hayes, 21 Samardo Samuels, 10 Dru Joyce, 5 Samardo Samuels, 17 |  | Palais des sports Jean-Michel-Geoffroy, Dijon Arbitres : Eddie VIATOR, Jean Charles COLLIN, Fabrice CANET | SFR Sport 2 |
| 26 mai 2018 20h50 | Rapport | Limoges remporte la série 2 à 0.                                         |                                     |                                                                      |  | Palais des sports Jean-Michel-Geoffroy, Dijon Arbitres : Eddie VIATOR, Jean Charles COLLIN, Fabrice CANET | SFR Sport 2 |

| Limoges         | Limoges   | Catégorie                   | Dijon     | Dijon           |
| --------------- | --------- | --------------------------- | --------- | --------------- |
| William Howard  | 33 (16,5) | Points (moy. par match)     | 42 (21,0) | Valentin Bigote |
| Samardo Samuels | 16 (8,0)  | Rebonds (moy. par match)    | 10 (5,0)  | Markus Kennedy  |
| Dru Joyce       | 10 (5,0)  | Passes (moy. par match)     | 8 (4,0)   | Axel Julien     |
| William Howard  | 36 (18,0) | Évaluation (moy. par match) | 43 (21,5) | Valentin Bigote |

| Match | Joueur         | Équipe  | Évaluation | Points | Rebonds | Passes |
| ----- | -------------- | ------- | ---------- | ------ | ------- | ------ |
| 1     | William Howard | Limoges | 20         | 18     | 5       | 0      |
| 2     | William Howard | Limoges | 16         | 15     | 3       | 2      |

## Demi-finales

### Monaco - Limoges
| 1er juin 2018 20h45 | Rapport | Monaco                                                                       | 88–71                               | Limoges                                                                     |  | Salle Gaston Médecin, Monaco Arbitres : Mehdi Difallah, Paul ANTIPHON, Fabrice CANET | SFR Sport 2 |
| 1er juin 2018 20h45 | Rapport | Score par quart-temps : 22-14, 22-22, 24-21, 20-14                           |                                     |                                                                             |  | Salle Gaston Médecin, Monaco Arbitres : Mehdi Difallah, Paul ANTIPHON, Fabrice CANET | SFR Sport 2 |
| 1er juin 2018 20h45 | Rapport | Score par mi-temps : 44-36, 44-35                                            |                                     |                                                                             |  | Salle Gaston Médecin, Monaco Arbitres : Mehdi Difallah, Paul ANTIPHON, Fabrice CANET | SFR Sport 2 |
| 1er juin 2018 20h45 | Rapport | Christopher Evans, 17 Sy, Evans, Traoré , 4 D. J. Cooper, 9 D. J. Cooper, 18 | Points Rebonds Passes d. Évaluation | Samardo Samuels, 17 Conklin, Morency, 5 Danny Gibson, 5 Samardo Samuels, 14 |  | Salle Gaston Médecin, Monaco Arbitres : Mehdi Difallah, Paul ANTIPHON, Fabrice CANET | SFR Sport 2 |

| 3 juin 2018 18h30 | Rapport | Monaco                                                                 | 78–71                               | Limoges                                                                   |  | Salle Gaston Médecin, Monaco Arbitres : Eddie VIATOR, Nicolas MAESTRE, David MORTZ | SFR Sport 2 |
| 3 juin 2018 18h30 | Rapport | Score par quart-temps : 21-14, 21-19, 15-21, 21-17                     |                                     |                                                                           |  | Salle Gaston Médecin, Monaco Arbitres : Eddie VIATOR, Nicolas MAESTRE, David MORTZ | SFR Sport 2 |
| 3 juin 2018 18h30 | Rapport | Score par mi-temps : 42-33, 36-38                                      |                                     |                                                                           |  | Salle Gaston Médecin, Monaco Arbitres : Eddie VIATOR, Nicolas MAESTRE, David MORTZ | SFR Sport 2 |
| 3 juin 2018 18h30 | Rapport | Elmedin Kikanović, 20 Amara Sy, 7 Aaron Craft, 7 Elmedin Kikanović, 16 | Points Rebonds Passes d. Évaluation | Axel Bouteille, 15 William Howard, 9 William Howard, 4 Axel Bouteille, 19 |  | Salle Gaston Médecin, Monaco Arbitres : Eddie VIATOR, Nicolas MAESTRE, David MORTZ | SFR Sport 2 |

| 6 juin 2018 20h45 | Rapport | Limoges                                                           | 76–71                               | Monaco                                                                        |  | Palais des sports de Beaublanc, Limoges Arbitres : Mehdi DIFALLAH, Hugues THEPENIER, Yohan ROSSO | SFR Sport 2 |
| 6 juin 2018 20h45 | Rapport | Score par quart-temps : 22-31, 17-18, 21-12, 16-10                |                                     |                                                                               |  | Palais des sports de Beaublanc, Limoges Arbitres : Mehdi DIFALLAH, Hugues THEPENIER, Yohan ROSSO | SFR Sport 2 |
| 6 juin 2018 20h45 | Rapport | Score par mi-temps : 39-49, 37-22                                 |                                     |                                                                               |  | Palais des sports de Beaublanc, Limoges Arbitres : Mehdi DIFALLAH, Hugues THEPENIER, Yohan ROSSO | SFR Sport 2 |
| 6 juin 2018 20h45 | Rapport | Brian Conklin, 16 Brian Conklin, 5 Dru Joyce, 5 Brian Conklin, 18 | Points Rebonds Passes d. Évaluation | Lacombe, Kikanović, 12 Elmedin Kikanović, 7 D. J. Cooper, 7 Sy, Kikanović, 14 |  | Palais des sports de Beaublanc, Limoges Arbitres : Mehdi DIFALLAH, Hugues THEPENIER, Yohan ROSSO | SFR Sport 2 |

| 8 juin 2018 20h45 | Rapport | Limoges                                                                         | 83–94                               | Monaco                                                         |  | Palais des sports de Beaublanc, Limoges Arbitres : Eddie VIATOR, Mehdi DIFALLAH, Mathieu HOSSELET | SFR Sport 2 |
| 8 juin 2018 20h45 | Rapport | Score par quart-temps : 24-19, 26-20, 13-33, 20-22                              |                                     |                                                                |  | Palais des sports de Beaublanc, Limoges Arbitres : Eddie VIATOR, Mehdi DIFALLAH, Mathieu HOSSELET | SFR Sport 2 |
| 8 juin 2018 20h45 | Rapport | Score par mi-temps : 50-39, 33-55                                               |                                     |                                                                |  | Palais des sports de Beaublanc, Limoges Arbitres : Eddie VIATOR, Mehdi DIFALLAH, Mathieu HOSSELET | SFR Sport 2 |
| 8 juin 2018 20h45 | Rapport | Howard, Bouteille, 13 Mouhammadou Jaiteh, 9 Dru Joyce, 7 Mouhammadou Jaiteh, 18 | Points Rebonds Passes d. Évaluation | Amara Sy, 18 Christopher Evans, 4 D. J. Cooper, 6 Amara Sy, 23 |  | Palais des sports de Beaublanc, Limoges Arbitres : Eddie VIATOR, Mehdi DIFALLAH, Mathieu HOSSELET | SFR Sport 2 |
| 8 juin 2018 20h45 | Rapport | Monaco remporte la série 3 à 1.                                                 |                                     |                                                                |  | Palais des sports de Beaublanc, Limoges Arbitres : Eddie VIATOR, Mehdi DIFALLAH, Mathieu HOSSELET | SFR Sport 2 |

| Monaco       | Monaco    | Catégorie                   | Limoges   | Limoges        |
| ------------ | --------- | --------------------------- | --------- | -------------- |
| Amara Sy     | 53 (13,3) | Points (moy. par match)     | 52 (13,0) | Axel Bouteille |
| Amara Sy     | 16 (4,0)  | Rebonds (moy. par match)    | 22 (5,5)  | William Howard |
| D. J. Cooper | 27 (6,8)  | Passes (moy. par match)     | 18 (4,5)  | Dru Joyce      |
| Amara Sy     | 66 (16,5) | Évaluation (moy. par match) | 53 (13,3) | Axel Bouteille |

| Match | Joueur            | Équipe  | Évaluation | Points | Rebonds | Passes |
| ----- | ----------------- | ------- | ---------- | ------ | ------- | ------ |
| 1     | D. J. Cooper      | Monaco  | 18         | 9      | 1       | 9      |
| 2     | Elmedin Kikanović | Monaco  | 16         | 20     | 1       | 0      |
| 3     | Brian Conklin     | Limoges | 18         | 16     | 5       | 1      |
| 4     | Amara Sy          | Monaco  | 23         | 18     | 2       | 4      |

### Strasbourg - Le Mans
| 31 mai 2018 20h45 | Rapport | Strasbourg                                                  | 76–66                               | Le Mans                                                             |  | Rhénus Sport, Strasbourg Arbitres : Hugues THEPENIER, Jean Charles COLLIN, Nicolas MAESTRE | SFR Sport 2 |
| 31 mai 2018 20h45 | Rapport | Score par quart-temps : 15-20, 23-14, 22-12, 16-20          |                                     |                                                                     |  | Rhénus Sport, Strasbourg Arbitres : Hugues THEPENIER, Jean Charles COLLIN, Nicolas MAESTRE | SFR Sport 2 |
| 31 mai 2018 20h45 | Rapport | Score par mi-temps : 38-34, 38-32                           |                                     |                                                                     |  | Rhénus Sport, Strasbourg Arbitres : Hugues THEPENIER, Jean Charles COLLIN, Nicolas MAESTRE | SFR Sport 2 |
| 31 mai 2018 20h45 | Rapport | Miro Bilan, 19 Miro Bilan, 11 Bilan, Bost, 5 Miro Bilan, 31 | Points Rebonds Passes d. Évaluation | Justin Cobbs, 26 Eito, Stephens, 6 Antoine Eito, 4 Justin Cobbs, 28 |  | Rhénus Sport, Strasbourg Arbitres : Hugues THEPENIER, Jean Charles COLLIN, Nicolas MAESTRE | SFR Sport 2 |

| 2 juin 2018 18h30 | Rapport | Strasbourg                                           | 71–80                               | Le Mans                                                             |  | Rhénus Sport, Strasbourg Arbitres : Yohann ROSSO, Mathieu HOSSELET, Gregory DUBOIS | SFR Sport 2 |
| 2 juin 2018 18h30 | Rapport | Score par quart-temps : 21-19, 6-17, 21-22, 23-22    |                                     |                                                                     |  | Rhénus Sport, Strasbourg Arbitres : Yohann ROSSO, Mathieu HOSSELET, Gregory DUBOIS | SFR Sport 2 |
| 2 juin 2018 18h30 | Rapport | Score par mi-temps : 27-36, 44-44                    |                                     |                                                                     |  | Rhénus Sport, Strasbourg Arbitres : Yohann ROSSO, Mathieu HOSSELET, Gregory DUBOIS | SFR Sport 2 |
| 2 juin 2018 18h30 | Rapport | Dee Bost, 21 Zack Wright, 9 Dee Bost, 3 Dee Bost, 23 | Points Rebonds Passes d. Évaluation | Romeo Travis, 23 D. J. Stephens, 6 Justin Cobbs, 4 Romeo Travis, 24 |  | Rhénus Sport, Strasbourg Arbitres : Yohann ROSSO, Mathieu HOSSELET, Gregory DUBOIS | SFR Sport 2 |

| 5 juin 2018 20h45 | Rapport | Le Mans                                                            | 80–60                               | Strasbourg                                                           |  | Antarès, Le Mans Arbitres : Eddie VIATOR, Jean Charles COLLIN, Mathieu HOSSELET | SFR Sport 2 |
| 5 juin 2018 20h45 | Rapport | Score par quart-temps : 25-14, 15-14, 22-22, 18-10                 |                                     |                                                                      |  | Antarès, Le Mans Arbitres : Eddie VIATOR, Jean Charles COLLIN, Mathieu HOSSELET | SFR Sport 2 |
| 5 juin 2018 20h45 | Rapport | Score par mi-temps : 40-28, 40-32                                  |                                     |                                                                      |  | Antarès, Le Mans Arbitres : Eddie VIATOR, Jean Charles COLLIN, Mathieu HOSSELET | SFR Sport 2 |
| 5 juin 2018 20h45 | Rapport | Romeo Travis, 20 Romeo Travis, 11 Justin Cobbs, 9 Romeo Travis, 31 | Points Rebonds Passes d. Évaluation | Damien Inglis, 18 Damien Inglis, 10 Zack Wright, 6 Damien Inglis, 21 |  | Antarès, Le Mans Arbitres : Eddie VIATOR, Jean Charles COLLIN, Mathieu HOSSELET | SFR Sport 2 |

| 7 juin 2018 20h45 | Rapport | Le Mans                                                           | 82–89                               | Strasbourg                                              |  | Antarès, Le Mans Arbitres : Hugues THEPENIER, Yohan ROSSO, Jean Charles COLLIN | SFR Sport 2 |
| 7 juin 2018 20h45 | Rapport | Score par quart-temps : 28-24, 12-23, 18-21, 24-21                |                                     |                                                         |  | Antarès, Le Mans Arbitres : Hugues THEPENIER, Yohan ROSSO, Jean Charles COLLIN | SFR Sport 2 |
| 7 juin 2018 20h45 | Rapport | Score par mi-temps : 40-47, 42-42                                 |                                     |                                                         |  | Antarès, Le Mans Arbitres : Hugues THEPENIER, Yohan ROSSO, Jean Charles COLLIN | SFR Sport 2 |
| 7 juin 2018 20h45 | Rapport | Mykal Riley, 16 D. J. Stephens, 5 Justin Cobbs, 6 Mykal Riley, 19 | Points Rebonds Passes d. Évaluation | Miro Bilan, 24 Zack Wright, 8 Dee Bost, 11 Dee Bost, 30 |  | Antarès, Le Mans Arbitres : Hugues THEPENIER, Yohan ROSSO, Jean Charles COLLIN | SFR Sport 2 |

| 9 juin 2018 18h30 | Rapport | Strasbourg                                                               | 79–85                               | Le Mans                                                               | ap | Rhénus Sport, Strasbourg Arbitres : Yohan ROSSO, Hugues THEPENIER, Paul ANTIPHON | SFR Sport 2 |
| 9 juin 2018 18h30 | Rapport | Score par quart-temps : 16-19, 17-17, 19-22, 14-8 ; prolongation : 13-19 |                                     |                                                                       | ap | Rhénus Sport, Strasbourg Arbitres : Yohan ROSSO, Hugues THEPENIER, Paul ANTIPHON | SFR Sport 2 |
| 9 juin 2018 18h30 | Rapport | Score par mi-temps : 33-36, 46-49                                        |                                     |                                                                       | ap | Rhénus Sport, Strasbourg Arbitres : Yohan ROSSO, Hugues THEPENIER, Paul ANTIPHON | SFR Sport 2 |
| 9 juin 2018 18h30 | Rapport | David Logan, 20 Miro Bilan, 8 Dee Bost, 7 Dee Bost, 20                   | Points Rebonds Passes d. Évaluation | Chris Lofton, 25 Youssoupha Fall, 11 Justin Cobbs, 8 Lofton, Fall, 22 | ap | Rhénus Sport, Strasbourg Arbitres : Yohan ROSSO, Hugues THEPENIER, Paul ANTIPHON | SFR Sport 2 |
| 9 juin 2018 18h30 | Rapport | Le Mans remporte la série 3 à 2.                                         |                                     |                                                                       | ap | Rhénus Sport, Strasbourg Arbitres : Yohan ROSSO, Hugues THEPENIER, Paul ANTIPHON | SFR Sport 2 |

| Strasbourg  | Strasbourg | Catégorie                   | Le Mans   | Le Mans                     |
| ----------- | ---------- | --------------------------- | --------- | --------------------------- |
| Miro Bilan  | 72 (14,4)  | Points (moy. par match)     | 85 (17,0) | Justin Cobbs                |
| Zack Wright | 40 (8,0)   | Rebonds (moy. par match)    | 27 (5,4)  | Romeo Travis D. J. Stephens |
| Dee Bost    | 29 (5,8)   | Passes (moy. par match)     | 30 (6,0)  | Justin Cobbs                |
| Miro Bilan  | 89 (17,8)  | Évaluation (moy. par match) | 84 (16,8) | Justin Cobbs                |

| Match | Joueur          | Équipe     | Évaluation | Points | Rebonds | Passes |
| ----- | --------------- | ---------- | ---------- | ------ | ------- | ------ |
| 1     | Miro Bilan      | Strasbourg | 31         | 19     | 11      | 5      |
| 2     | Justin Cobbs    | Le Mans    | 19         | 20     | 3       | 4      |
| 3     | Romeo Travis    | Le Mans    | 31         | 20     | 11      | 3      |
| 4     | Miro Bilan      | Strasbourg | 29         | 24     | 6       | 2      |
| 5     | Youssoupha Fall | Le Mans    | 22         | 12     | 11      | 1      |

## Finale

### Monaco – Le Mans
| 13 juin 2018 20h45 | Rapport | Monaco                                                                           | 81–77                               | Le Mans                                                                        |  | Salle Gaston Médecin, Monaco Arbitres : Eddie Viator, Nicolas Maestre, Mathieu Hosselet | SFR Sport 2 |
| 13 juin 2018 20h45 | Rapport | Score par quart-temps : 22-16, 17-19, 21-19, 21-23                               |                                     |                                                                                |  | Salle Gaston Médecin, Monaco Arbitres : Eddie Viator, Nicolas Maestre, Mathieu Hosselet | SFR Sport 2 |
| 13 juin 2018 20h45 | Rapport | Score par mi-temps : 39-35, 42-42                                                |                                     |                                                                                |  | Salle Gaston Médecin, Monaco Arbitres : Eddie Viator, Nicolas Maestre, Mathieu Hosselet | SFR Sport 2 |
| 13 juin 2018 20h45 | Rapport | Christopher Evans, 18 Christopher Evans, 4 D. J. Cooper, 8 Christopher Evans, 22 | Points Rebonds Passes d. Évaluation | Romeo Travis, 16 Yeguete, Stephens, Travis, 8 Justin Cobbs, 8 Chris Lofton, 20 |  | Salle Gaston Médecin, Monaco Arbitres : Eddie Viator, Nicolas Maestre, Mathieu Hosselet | SFR Sport 2 |

| 15 juin 2018 20h45 | Rapport | Monaco                                                                    | 77–87                               | Le Mans                                                                 |  | Salle Gaston Médecin, Monaco Arbitres : Yohan Rosso, Mathieu Hosselet, Paul Antiphon | SFR Sport 2 |
| 15 juin 2018 20h45 | Rapport | Score par quart-temps : 16-23, 25-23, 20-22, 16-19                        |                                     |                                                                         |  | Salle Gaston Médecin, Monaco Arbitres : Yohan Rosso, Mathieu Hosselet, Paul Antiphon | SFR Sport 2 |
| 15 juin 2018 20h45 | Rapport | Score par mi-temps : 41-46, 36-41                                         |                                     |                                                                         |  | Salle Gaston Médecin, Monaco Arbitres : Yohan Rosso, Mathieu Hosselet, Paul Antiphon | SFR Sport 2 |
| 15 juin 2018 20h45 | Rapport | Elmedin Kikanović, 19 Sy, Joseph, 4 D. J. Cooper, 9 Elmedin Kikanović, 20 | Points Rebonds Passes d. Évaluation | Mykal Riley, 21 Youssoupha Fall, 12 Justin Cobbs, 6 Youssoupha Fall, 28 |  | Salle Gaston Médecin, Monaco Arbitres : Yohan Rosso, Mathieu Hosselet, Paul Antiphon | SFR Sport 2 |

| 18 juin 2018 20h45 | Rapport | Le Mans                                                              | 84–72                               | Monaco                                                                    |  | Antarès, Le Mans Arbitres : Eddie Viator, Yohan Rosso, Jean-Charles Collin | SFR Sport 2 |
| 18 juin 2018 20h45 | Rapport | Score par quart-temps : 10-23, 29-12, 18-22, 27-15                   |                                     |                                                                           |  | Antarès, Le Mans Arbitres : Eddie Viator, Yohan Rosso, Jean-Charles Collin | SFR Sport 2 |
| 18 juin 2018 20h45 | Rapport | Score par mi-temps : 39-35, 45-37                                    |                                     |                                                                           |  | Antarès, Le Mans Arbitres : Eddie Viator, Yohan Rosso, Jean-Charles Collin | SFR Sport 2 |
| 18 juin 2018 20h45 | Rapport | Chris Lofton, 34 Youssoupha Fall, 6 Justin Cobbs, 8 Chris Lofton, 33 | Points Rebonds Passes d. Évaluation | Elmedin Kikanović, 24 Amara Sy, 10 D. J. Cooper, 10 Elmedin Kikanović, 24 |  | Antarès, Le Mans Arbitres : Eddie Viator, Yohan Rosso, Jean-Charles Collin | SFR Sport 2 |

| 20 juin 2018 20h45 | Rapport | Le Mans                                                                    | 69–78                               | Monaco                                                            |  | Antarès, Le Mans Affluence : 6 035 Arbitres : Eddie Viator, Mehdi Difallah, Jean-Charles Collin | SFR Sport 2 |
| 20 juin 2018 20h45 | Rapport | Score par quart-temps : 19 - 19, 17-21, 15-20, 18-18                       |                                     |                                                                   |  | Antarès, Le Mans Affluence : 6 035 Arbitres : Eddie Viator, Mehdi Difallah, Jean-Charles Collin | SFR Sport 2 |
| 20 juin 2018 20h45 | Rapport | Score par mi-temps : 36 -40, 33-38                                         |                                     |                                                                   |  | Antarès, Le Mans Affluence : 6 035 Arbitres : Eddie Viator, Mehdi Difallah, Jean-Charles Collin | SFR Sport 2 |
| 20 juin 2018 20h45 | Rapport | Stephens, Eito, 14 Youssoupha Fall, 13 Justin Cobbs, 5 Youssoupha Fall, 20 | Points Rebonds Passes d. Évaluation | Aaron Craft, 15 Lacombe, Craft, 6 D. J. Cooper, 6 Aaron Craft, 22 |  | Antarès, Le Mans Affluence : 6 035 Arbitres : Eddie Viator, Mehdi Difallah, Jean-Charles Collin | SFR Sport 2 |

| 24 juin 2018 18h30 | Rapport | Monaco                                                           | 74–76                               | Le Mans                                                            |  | Salle Gaston Médecin, Monaco Arbitres : Mehdi Difallah, Jean Charles Collin, Nicolas Maestre | SFR Sport 2 |
| 24 juin 2018 18h30 | Rapport | Score par quart-temps : 28-17, 11-18, 17-20, 18-21               |                                     |                                                                    |  | Salle Gaston Médecin, Monaco Arbitres : Mehdi Difallah, Jean Charles Collin, Nicolas Maestre | SFR Sport 2 |
| 24 juin 2018 18h30 | Rapport | Score par mi-temps : 39-35, 35-41                                |                                     |                                                                    |  | Salle Gaston Médecin, Monaco Arbitres : Mehdi Difallah, Jean Charles Collin, Nicolas Maestre | SFR Sport 2 |
| 24 juin 2018 18h30 | Rapport | Paul Lacombe, 21 Paul Lacombe, 6 Aaron Craft, 5 Paul Lacombe, 24 | Points Rebonds Passes d. Évaluation | Justin Cobbs, 16 Yannis Morin, 6 Justin Cobbs, 6 Morin, Travis, 15 |  | Salle Gaston Médecin, Monaco Arbitres : Mehdi Difallah, Jean Charles Collin, Nicolas Maestre | SFR Sport 2 |
| 24 juin 2018 18h30 | Rapport | Le Mans remporte la série 3 à 2.                                 |                                     |                                                                    |  | Salle Gaston Médecin, Monaco Arbitres : Mehdi Difallah, Jean Charles Collin, Nicolas Maestre | SFR Sport 2 |

| Monaco            | Monaco    | Catégorie                   | Le Mans   | Le Mans         |
| ----------------- | --------- | --------------------------- | --------- | --------------- |
| Elmedin Kikanović | 79 (15,8) | Points (moy. par match)     | 70 (14,0) | Chris Lofton    |
| Paul Lacombe      | 19 (3,8)  | Rebonds (moy. par match)    | 31 (6,2)  | Youssoupha Fall |
| D. J. Cooper      | 34 (6,8)  | Passes (moy. par match)     | 33 (6,6)  | Justin Cobbs    |
| Elmedin Kikanović | 70 (14,0) | Évaluation (moy. par match) | 79 (15,8) | Chris Lofton    |

| Match | Joueur            | Équipe  | Évaluation | Points | Rebonds | Passes |
| ----- | ----------------- | ------- | ---------- | ------ | ------- | ------ |
| 1     | Christopher Evans | Monaco  | 22         | 18     | 4       | 2      |
| 2     | Justin Cobbs      | Le Mans | 16         | 18     | 6       | 6      |
| 3     | Chris Lofton      | Le Mans | 33         | 34     | 3       | 1      |
| 4     | Aaron Craft       | Monaco  | 22         | 15     | 6       | 4      |
| 5     | Yannis Morin      | Le Mans | 15         | 8      | 6       | 2      |

| Joueur       | Équipe  | Évaluation (moy. par match) | Points (moy. par match) | Rebonds (moy. par match) | Passes (moy. par match) |
| ------------ | ------- | --------------------------- | ----------------------- | ------------------------ | ----------------------- |
| Romeo Travis | Le Mans | 65 (13,0)                   | 62 (12,4)               | 21 (4,2)                 | 14 (2,8)                |